# Restaurante Finisterre
El Restaurante Finisterre fue uno de los restaurantes de Barcelona más relevantes de la segunda mitad del siglo XX, ubicado a la Avenida Diagonal 469 esquina con Villarroel.

## Historia
Se inauguró a finales de diciembre de 1943 promovido por el industrial importador de maderas de Guinea Joan Jover que incluyó como accionista a Milagros Marín e incorporó a Joaquim García Torrens que provenía de una marisquería de la Vía Layetana. El local se decoró con madera guineana, en la planta baja con suelo de mármol se exponía el marisco y tenía una barra que ofrecía su degustación. En el entresuelo estaba el comedor con una decoración marinera, donde se llegaba por unas escaleras con barandillas de barco. Se denominó Finisterre porque en esta zona de Barcelona casi no había edificaciones. Disponía de una gran terraza semi cubierta, que se extendía sobre la acera de la calle Villarroel.
En 1972 sufrió una crisis y fue comprado por Salvi Vila Pi y Joan Duran Camps que lo renovaron y modernizaron, haciendo desaparecer la terraza debido al tráfico y el ruido. Al morir Duran le sucedió su viuda Pepita Pontonet y en 1990 abandonó la sociedad Salvi Vila.
En el año 1981 Ferran Adrià trabajó un tiempo en el Finisterre antes de ir a El Bulli de Rosas.
El Finisterre fue centro de pequeñas reuniones para cerrar o abrir negocios. Era frecuentado por representantes de empresas hasta su cierre en 1994, como consecuencia de una mala gestión económica que hizo inviable la continuidad del negocio. Cerró con una deuda a la seguridad social de 73 millones de pesetas. El grupo Artemi Nolla reabrió el local del Finisterre, mediante un traspaso, el 31 de julio de 2001 con un nuevo restaurante llamado «Daps» y una inversión de 275 millones de pesetas.